# کارول کوستا
کارول کوستا (انگلیسی: Carole Costa؛ زادهٔ ۳ مهٔ ۱۹۹۰) بازیکن فوتبال اهل پرتغال است.
از باشگاه‌هایی که در آن بازی کرده‌است می‌توان به باشگاه فوتبال اف‌سی‌آر ۲۰۰۱ دویسبورگ، باشگاه فوتبال اس‌جی‌اس اسن، و باشگاه فوتبال لیتشوئس اشاره کرد.
وی همچنین در تیم ملی فوتبال زنان پرتغال بازی کرده‌است.